# カバレッタ
カバレッタ（イタリア語: Cabaletta）は、オペラの歌曲の種類で、特に19世紀のイタリア・オペラの複数曲からなるアリアまたは二重唱の形式（カンタービレ＝カバレッタ）の最後の部分で歌われる。通常は速く輝かしい音楽である。
オペラにおいてカバレッタが単独で歌われることは滅多になく、通常はカンタービレと組みあわせて歌われる。しばしば幕の最後の曲になる。

## 由来
カバレッタという語はおそらくスペイン語に由来し、1826年の辞典に初めて見える。馬を意味する語（イタリア語 cavallo、スペイン語 caballo）と関係があり、伴奏の動きがギャロップを思わせるためにこう呼ばれるのかもしれない。

## 概要
19世紀イタリアのオペラでは、遅くて叙情的な「カンタービレ」と呼ばれる曲と、速くて輝かしいカバレッタの2つの異なる部分からなるアリアが発達した。カバレッタは管弦楽によるリトルネッロをはさんで繰りかえされ、歌手は繰りかえし部分で即興による修飾を加えることが期待された。カバレッタの後には管弦楽によるコーダが置かれ、観客の拍手を促した。なお、現代ではカンタービレ部分のことをカヴァティーナと呼ぶことがあるが、19世紀にカヴァティーナと呼んだ例は存在しない。
この形式はさらに拡張された。カンタービレの前に「シェーナ」と呼ばれる一種のレチタティーヴォ的な部分が加えられ、カンタービレの最後にはカデンツァが置かれ、その後に「テンポ・ディ・メッゾ」と呼ばれる管弦楽装飾つきの短い部分が続いて、そこからカバレッタに移る。これは19世紀前半のロッシーニ、ベッリーニ、ドニゼッティおよび同時代の作曲家（1850年代までのヴェルディを含む）が通常用いる形式だった。
1860年代にはいるとアリアのカバレッタは衰え、1870年ごろにほぼ消え去った。二重唱の最後に歌われるカバレッタ部分はもう少し後まで生き残り、時代の遅い例としてヴェルディ『オテロ』(1887)第2幕最後の「そうだ、私は誓う」がある。

## 有名なカバレッタの例
- ベッリーニ『夢遊病の女』(1831)最終曲「私が浸っているこの喜び」
- ヴェルディ『椿姫』(1853)第1幕「花から花へ」
- ヴェルディ『イル・トロヴァトーレ』(1853)第3幕「見よ、恐ろしい炎を」